# Marie de Saint Joseph Alvarado Cardozo
Marie de Saint Joseph (Choroní, 25 avril 1875 - Maracay, 2 avril 1967) est une religieuse vénézuélienne fondatrice des augustines récollettes du Sacré-Cœur de Jésus ; béatifiée par l'Église catholique, elle est la première bienheureuse du Venezuela.

## Biographie
Laure Alvarado Cardozo naît à Choroní, mais déménage très tôt avec sa famille à Maracay où elle finit ses études. À 13 ans, le 8 décembre 1888, elle fait sa première communion et prononce ce jour-là un vœu privé de virginité en se consacrant au Christ. Peu de temps après, elle enseigne le catéchisme aux enfants qui se préparent à la première communion. En 1892, à l'âge de 17 ans, elle se fait imposer le scapulaire de Notre-Dame du Mont-Carmel ; l'année suivante, elle renouvelle ses vœux. En 1897, elle a 22 ans et commence à travailler comme bénévole à l'hôpital San José de Maracay, fondé par le père Vicente López Aveledo ; ce dernier lui confie en 1899 la direction et l'administration de l'hôpital.
Le 11 janvier 1901, avec l'autorisation de l'archevêque de Caracas, le Père Vicente Lopez Aveledo fonde une congrégation de sœurs infirmières dédiée aux soins des malades, des orphelins et des personnes âgées, sous le nom de sœurs hospitalières de Saint Augustin, ; Laura et trois jeunes filles prennent l'habit augustinien et débutent leur noviciat, Laura est nommée supérieure de l'institut naissant ; le 22 janvier 1902, elle fait sa profession religieuse prenant le nom de Marie de Saint Joseph.
En plus de gérer l'hôpital de Maracay, son poste l'amène à voyager presque partout au Venezuela pour établir des établissements similaires ou d'autres œuvres de charité (hôpital de Saint-Vincent-de-Paul, La Victoria, 1902 ; maison de retraite, Maracay, 1905 ; hôpital Sainte-Anne, Coro, 1909 ; hôpital Mercedes, Calabozo, 1910 ; maison de retraite San José de Barquisimeto, 1918, etc), elle passe aussi de longues heures en adoration devant le tabernacle.
L'approbation diocésaine n'est donnée que le 17 septembre 1927 sous le nom de sœurs augustines hospitalières. Le 10 mai 1950, la congrégation est agrégée à sa demande aux augustins récollets ; elle devient de droit pontifical le 15 novembre 1952 sous le nom de sœurs augustines récollettes du Cœur de Jésus. En 1960, la Mère Marie de Saint-Joseph, âgée de 85 ans, est remplacée par une autre supérieure générale et peut ainsi se retirer à Maracay, où elle passe les dernières années de sa vie dédiée à la prière. Elle meurt en 1967 à l'âge de 91 ans. Son procès de béatification commence en 1978. En 1994, son corps incorrompu est transféré dans une châsse de verre. Le 7 mai 1995, elle est béatifiée par Jean-Paul II et sa fête fixée au 2 avril.